# MRPL33
MRPL33‏ (Mitochondrial ribosomal protein L33) هوَ بروتين يُشَفر بواسطة جين MRPL33 في الإنسان.